# Calamus heteracanthus
Calamus heteracanthus là loài thực vật có hoa thuộc họ Arecaceae. Loài này được Zipp. ex Blume mô tả khoa học đầu tiên năm 1847.